# Emilio Carrere Moreno
Emilio Carrere Moreno (Madrid, 18 de desembre de 1881 - Madrid, 30 d'abril de 1947) va ser un escriptor espanyol.

## Biografia
Des de jove va mostrar interès per les llengües, especialment el francès, i posteriorment va estudiar a la Escuela Politécnica i a la Facultat de Filosofia i Lletres de Madrid. Son pare, segons alguns un ministre protestant, volia que estudiara per a Notari, però el jove Carrere ben aviat es va decantar pels ambients bohemis.
La seua primera ocupació fou la d'actor, en una petita comanyia dirigida per Juan Castañer que actuava a Madrid i la seua rodalia. Degut a la seua poca traça com a actor, va decidir dedicar-se a le literatura, ocupació que des de 1901 va combinar amb un treball en el Tribunal de Comptes. L'any 1906 es va casar amb María del Milagro Sáez de Miera.
Els seus primers èxits com a escriptor li arribarien en la dècada del 1910.
Amb l'esclat de la Guerra Civil espanyola va témer per la seua vida, davant el gir violent dels esdeveniments, i gràcies a la intervenció d'un amic metge es va internar-se en un sanatori psiquiàtric, on va restar amagat els tres anys que durà la contesa.
Després de la guerra va ser col·laborador del diari Madrid. A principis de l'any 1947 va patir un atac d'hemiplegia, que el va deixar parcialment incapacitat. Finalment va morir a sa casa de Madrid, al número 50 del carrer de Meléndez Valdés, en la matinada del 29 al 30 d'abril de 1947, i va ser enterrat l'1 de maig al cementeri de San Isidro.

## Obra
Carrere va escriure novel·la, poesia i multitud d'articles de premsa. Es va donar a conèixer com a poeta durant la dècada del 1910 i va assolir el màxim reconeixement amb el recull El caballero de la Muerte (1909). En una segona etapa que, segons diferents autors, caldria situar entre 1907 i 1930, Carrere es dedicà fonamentalment a la novel·la curta, sovint publicada en revistes i centrada en dos temes: la bohèmia marginal, amb la descripció d'ambients sòrdids i misteriosos, i el costumisme madrileny.
És recordat gairebé exclusivament per la seua novel·la de misteri La torre de los siete jorobados (La torre dels set geperuts) i per l'adaptació cinematogràfica que en va fer Edgar Neville.